# Ефименко, Георгий Петрович
Георгий Петрович Ефименко (25.10.1904, Екатеринослав —13.02.1977, Донецк) — советский деятель, председатель исполнительного комитета Сталинского городского совета депутатов трудящихся Сталинской области. Депутат Верховного Совета УССР 2-го и 3-го созыва, депутат Сталинского (Донецкого) областного совета депутатов трудящихся (3-9 созывов).

## Биография
Родился в семье служащего. Трудовую деятельность начал чернорабочим на мельнице в городе Шклов (теперь Республика Беларусь).
В марте 1920 года ушел добровольцем в Красную армию и служил в 249 отдельной роте частей особого назначения, откуда демобилизовался и феврале 1922 года приехал в гор. Юзовка в Донбассе.
В 1922—1927 годах — чернорабочий, кочегар рельсопрокатного цеха металлургического завода им. Сталина в городе Юзовке (Сталино).
В 1923 году вступил в комсомол. Член ВКП(б) с 1926 года.
С 1927 по 1928 год работал агитатором райкома ЛКСМУ, а с февраля 1928 по декабрь 1929 года директором клуба им. Ленина металлургического завода.
В декабре 1929 году в числе «двадцатипятитысячников» командирован партией для проведения коллективизации и организации колхозов в Крымской АССР. Был организатором колхоза в деревне Кишлак, работал председателем райколхозсоюза. До 1934 года — заместитель председателя Крымколхозцентра, а с VIII-1933 г., т.е. после ликвидации колхозцентров, зав. райзо и председателем райплана в г. Джанкой..
В августе 1934 года получил разрешение ЦК ВКП(б) вернуться к семье в гор. Сталино и с сентября 1934 по июль 1937 г. проработал начальником жилищно-коммунального отдела завода им. Сталина.
В 1937—1941 годах — директор треста «Коммунснаб» исполнительного комитета Сталинского городского совета депутатов трудящихся Сталинской области. В сентябре 1939 года — в Красной армии, участвовал в Польском походе РККА.
В 1941—1946 годах — в Красной армии, участник Великой Отечественной войны с октября 1941 года. Служил рядовым, затем военкомом парашютного батальона, заместителем командира 2-го батальона по политической части 106-го гвардейского стрелкового полка Сталинградского фронта, заместителем командира по строевой части 169-го гвардейского стрелкового полка 1-й гвардейской стрелковой дивизии 16-го гвардейского стрелкового корпуса 11-й гвардейской армии 3-го Белорусского фронта, а в 1945 году — командиром 243-го гвардейского стрелкового полка 84-й гвардейской стрелковой дивизии 36-го гвардейского стрелкового корпуса 11-й гвардейской армии 3-го Белорусского фронта. Участвовал в боях при обороне Сталинграда, на Орловско-Курской дуге, при штурме Кенигсберга и Пиллау.
Дважды тяжело ранен (в 1942 и 1943 гг.) в грудь на вылет, в живот и голову.
С февраля 1946 по декабрь 1949 г.  и марта 1949 по октябрь 1964 г. — заведующий Сталинского областного отдела коммунального хозяйства.
С декабря 1949 по март 1953 г. — председатель исполнительного комитета Сталинского городского совета депутатов трудящихся Сталинской области.

## Звание
- гвардии старший политрук
- гвардии подполковник

## Награды и отличия
- орден Трудового Красного Знамени (23.01.1948)
- два ордена Красного Знамени (19.04.1945, 26.04.1945)
- орден Отечественной войны 2-й ст. (30.11.1944)
- орден Красной Звезды (9.12.1942)
- Медаль «За оборону Сталинграда» (22.12.1942)
- Медаль «За победу над Германией в Великой Отечественной войне 1941–1945 гг.» (09.05.1945)
- Медаль «За взятие Кенигсберга» (09.06.1945)